# ハーマン・スミス＝ヨハンセン
ハーマン・スミス＝ヨハンセン（Herman Smith-Johannsen、1875年6月15日 - 1987年1月5日）は、ノルウェーのスキーヤー、カナダ勲章受賞者。アメリカとカナダにクロスカントリースキーを広めたことで知られており、死去した時点では男性長寿世界一だった。若いころには、オールラウンドなノルウェーのスキーヤーと評価された。

## 略歴
1875年、スウェーデン＝ノルウェーのホルテンの9人兄弟の長男として生まれる。ベルリンで勉学に励み、ケベック州ピエモンテに定住する前にアメリカに移住した。1907年にアリス・ロビンソンと結婚。3人の子供がいた。
1916年にウェストチェスター郡ペラムに引っ越す。北アメリカとキューバに重機を輸入する事業を行っていたため、ニューヨークとモントリオールを行き来することが多く、1929年に一家でカナダに引っ越すまではそれを続けていた。
1986年12月にアメリカのジョー・トーマスが死去したことにより男性長寿世界一となり、1987年1月5日、トンスベルグ近郊で肺炎により111歳204日で死去。これによりアメリカの版画家であるアルフェウス・フィレモン・コールが最高齢になった。遺体はサンソヴェールの教会に1963年に死去した妻とともに埋葬されている。アーカイブはマギル大学に保存されている。

## 職業の略歴
1894年にノルウェー陸軍士官学校を卒業し、ノルウェー陸軍の中尉についた。1899年にフンボルト大学ベルリンで工学の学位を取得。1901年にオハイオ州クリーブランドで重機の販売に携わった。1907年に独立し、ニューヨークとモントリオールを拠点に重機を販売した。

## スポーツ

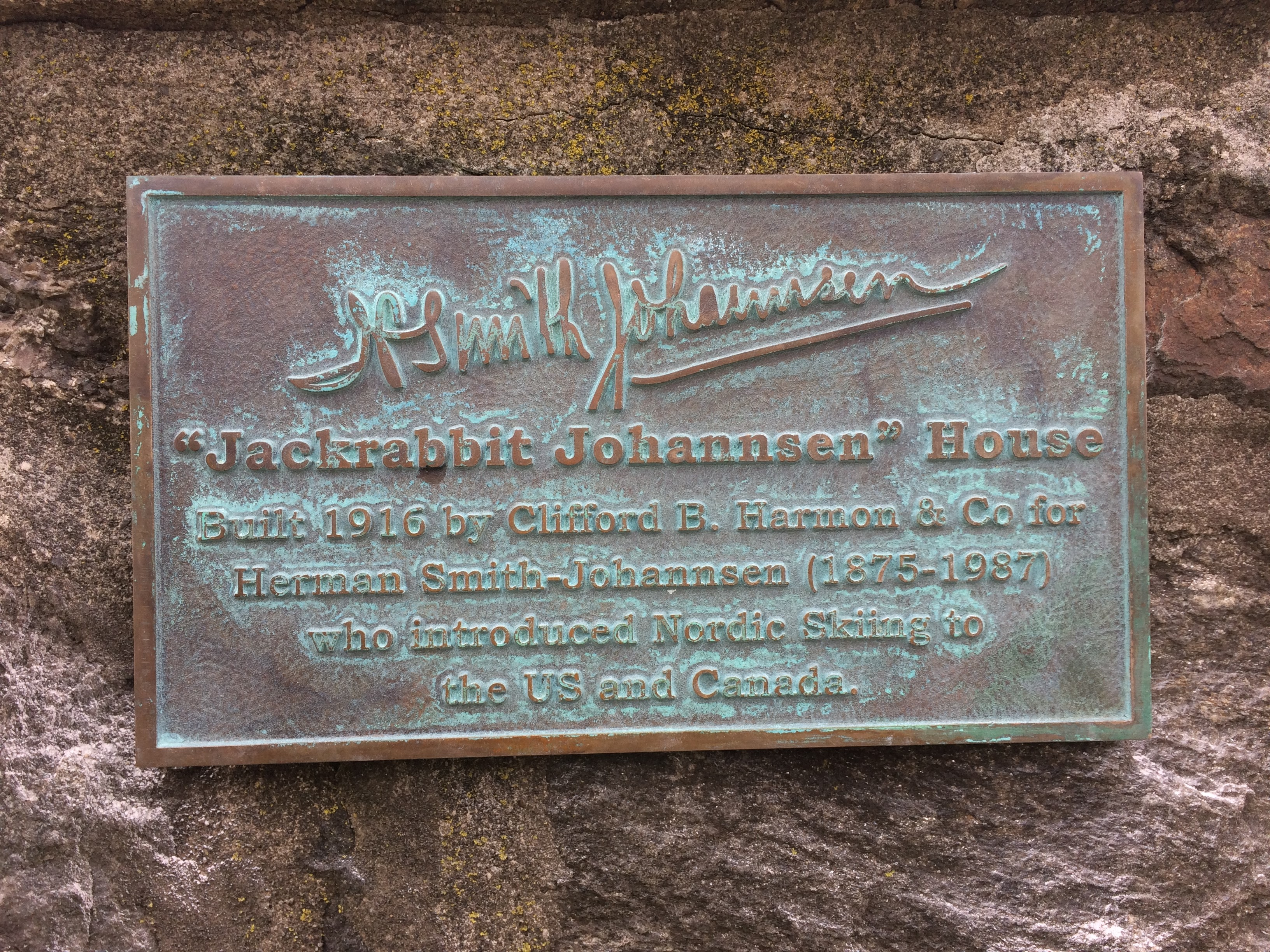
ペラムの家にある標識

クロスカントリースキーを広めたほか、多くのスキージャンプ台を作り、オンタリオ州、イースタンタウンシップス、ローレンシャン山地、アディロンダック山地にトレイルを開拓したことでも知られている。1972年、レクリエーションとしてのスキーを発展させ、カナダのスキーヤーを支援、奨励した功績によりカナダ勲章を受章。
1986年に建設されたアディロンダック山地のジャックラビットスキートレイルはヨハンセンに因んで名づけられている。このほか、レークプラシッドで休暇を過ごしていた時、同地のトレイルの原型となるルートを整備していた。また、レークプラシッドから50kmほどある、ニューヨーク最高峰であるマーシー山の1日登頂でも知られていた。
ノルディック・カナダがスキークラブを通じ6歳から9歳の子供にクロスカントリーを紹介するジャックラビットプログラムの名前の由来にもなっており、このプログラムを通じてスキーを始めた著名な人物には、ベッキー・スコット、サラ・レナー、チャンドラ・クロフォード、および世界チャンピオンのデボン・カーショー、アレックス・ハーヴェイがいる。
1968年、サージョージウィリアムズ大学(現在のコンコルディア大学)から名誉博士号を授与され、翌年全米スキー殿堂入りを果たす。1984年サラエボオリンピック時にはESPN on ABCで紹介された。そのほか、ノルディックスキークラブSK Ullのメンバーでもあった。